# RMB Motors

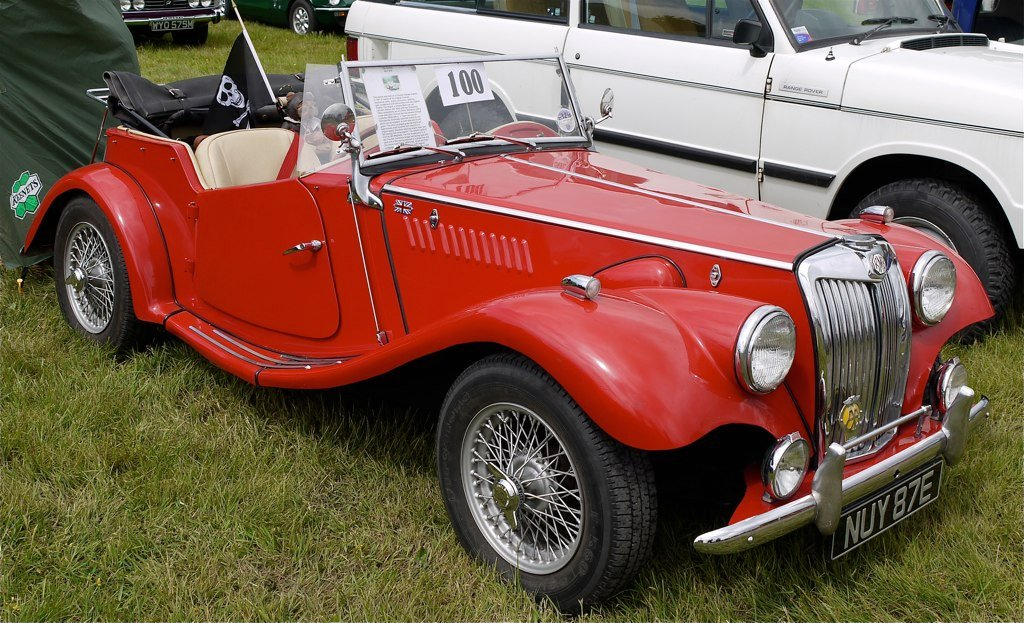
Gentry von RMB

RMB Motors war ein britischer Hersteller von Automobilen.

## Unternehmensgeschichte
Roger M. Blockley gründete 1973 das Unternehmen in Barwell in der Grafschaft Leicestershire. Er begann mit der Produktion von Automobilen und Kits. Die Markennamen lauteten Gentry und RMB. 1989 endete die Produktion.

## Fahrzeuge

### Markenname Gentry
Das einzige Modell ähnelte dem MG TF aus den 1950er Jahren. Terry Phillips und Mick Sinclair von TM Motors setzten 1989 die Produktion fort.

### Markenname RMB
Der RMB Healey war eine Nachbildung des Austin-Healey 100. Der Vierzylindermotor stammte vom MG B. Von diesem Modell entstanden zwischen 1985 und 1988 etwa zwölf Exemplare.